# Cijambe (Paseh)
Cijambe is een bestuurslaag in het regentschap Sumedang van de provincie West-Java, Indonesië. Cijambe telt 3595 inwoners (volkstelling 2010).